# 日鉄物産
日鉄物産株式会社（にってつぶっさん、英: NIPPON STEEL TRADING CORPORATION）は、鉄鋼製品・繊維製品・食糧・機械、その他商品の販売及び輸出入行う専門商社である。日本製鉄の子会社であり、日本製鉄グループの中核商社。

## 概要
前身の一つである住金物産株式会社は、住友グループ広報委員会にも参加していた。当時、同じ大阪に本社を置く伊藤忠商事、阪和興業、岩谷産業、長瀬産業、稲畑産業、山善などと並ぶ在阪商社の一つであった。また、同社はイトマン事件で経営不振に陥ったイトマン株式会社を吸収合併して、鉄鋼・機械から繊維・食糧へと事業を拡大、2006年12月には東証1部上場を果たしていた。もう一つの前身である日鐵商事株式會社は、鉄鋼製品の販売などを行う新日鐵住金グループ（現・日本製鉄グループ）の中核商社であり、2010年4月には東証1部上場していた。
両社は、2013年10月1日をもって日鐵商事株式會社を存続会社として経営統合し、商号を日鉄住金物産株式会社に変更した。
2019年4月1日、筆頭株主である新日鐵住金の日本製鉄への商号変更に伴い、日鉄物産株式会社に商号変更した。

## 沿革

### 前身企業

#### 住金物産株式会社
- 1941年（昭和16年）4月 - ヰゲタ鋼管販売株式会社を設立。
- 1944年（昭和19年）3月 - 商号をヰゲタ鋼管株式会社に変更。
- 1962年（昭和37年）10月 - 山本鋼業株式会社と合併。
- 1967年（昭和42年）11月 - 株式会社桝谷商会を合併。
- 1993年（平成5年）4月 - イトマン株式会社と合併。
- 1996年（平成8年）12月 - 大阪証券取引所市場第一部に上場。
- 2006年（平成18年）12月 - 東京証券取引所市場第一部に上場。

#### 日鐵商事株式會社
- 1977年（昭和52年）
  - 8月 - 新日本製鐵株式會社（現・日本製鉄株式会社）の100%出資により日鐵商事株式會社を設立。
  - 11月 - 大阪鋼材株式会社、入丸産業株式会社を吸収合併。
- 1990年（平成2年）- 12月 東京証券取引所市場第二部に上場。
- 1991年（平成3年）- 10月 大阪証券取引所市場第二部に上場。
- 2003年（平成15年）- 12月 大阪証券取引所に上場廃止申請（2004年2月廃止）。
- 2010年（平成22年）- 4月 東京証券取引所市場第一部に上場。

### 合併後
- 2013年（平成25年）10月1日 - 日鐵商事株式會社を存続会社とし両社を合併。商号を日鉄住金物産株式会社に変更。
- 2019年（平成31年）4月1日 - 筆頭株主が商号変更したことに伴い、商号を日鉄物産株式会社に変更[3]。
- 2022年（令和4年）2月14日 - 本社を東京日本橋タワーに移転[5]。
- 2023年（令和5年）
  - 4月14日 - 筆頭株主の日本製鉄が株式公開買付けにより議決権所有割合ベースで70.21%の株式を取得し、親会社となる[6]。
  - 6月21日 - 上場廃止[7]。
  - 6月23日 - 株式併合により、株主が日本製鉄と三井物産のみとなる[7]。

## 拠点
※詳細は国内拠点｜国内外拠点｜日鉄物産株式会社を参照
- 本社 - 東京都中央区日本橋二丁目7番1号 東京日本橋タワー

## 主力製品・事業
- 鉄鋼
  - 鋼管、鋼板、条鋼、線材、建材、鉄鋼原燃料など輸出入、国内販売
- 産機・インフラ事業
  - 機械設備、鋳鍛鋼品、精密加工品、鉄道車両品、アルミニウム・銅など非鉄金属、炭素繊維、海外での工業団地の運営・販売、太陽光発電など電力事業
- 繊維
  - レディス衣料、メンズ衣料、カジュアル衣料、スポーツ衣料、ユニホーム、ホームファッション（寝具・寝装品）の国内外での生産、輸入、国内販売・海外販売
- 食糧
  - 牛肉、豚肉、鶏肉、食肉加工品・農水産品の加工・輸入・国内販売

## 主な関係会社

### 国内関係会社
- イゲタサンライズパイプ
- NSTコイルセンター
- NSMコイルセンター
- 信栄機鋼
- NST奥平[8]
- 三和スチール工業
- 仙台シャーリング
- NS建材販売
- 日鉄物産機材サービス
- 日鉄物産システム建築
- ナカキンリース
- 岡山原田鋼管
- 日鉄物産特殊鋼西日本
- 西日本鋼業
- イズミ鋼板工業
- 日鉄物産マテックス
- 日鉄物産メタルズ
- 日鉄物産ワイヤ＆ウェルディング
- 東京製線
- エム・アイ・ケー
- 日鉄物産荒井オートモーティブ
- エスビーリビング
- サーヴォ
- ファッションネット
- エスビーニット
- 黒川ニット
- エスビープラニング
- スミザック
- エコーセンター
- 遊心クリエイション
- 日協食品

### 海外関係会社
- Kentucky Steel Center, Inc.
- Kitagawa-Northtech Inc.
- JR Manufacturing, Inc.
- Productos Doblados de Mexico S.A. de C.V.
- 上海藝友金属制品有限公司
- 上海嘉日鋼板製品有限公司
- 上海伊而国際時装有限公司
- 上海泉水紡織有限公司
- 蘇州日鉄金属製品有限公司
- 無錫日新時装有限公司
- 東莞鐵和金属製品有限公司
- 東莞住金物産金属制品有限公司
- 百事徳機械(江蘇)有限公司
- 乾杯股份有限公司
- SB Saigon Fashion Co., Ltd.
- NS Saigon Coil Center Co., Ltd.
- NS Hanoi Steel Service Co., Ltd.
- SB Pearl Fashion Co., Ltd.
- SB Coil Center (Thailand) Ltd.
- Bangkok Eastern Coil Center Co., Ltd.
- Central Motor Wheel (Thailand ) Co., Ltd.
- Rojana Industrial Park Public Co., Ltd.
- Rojana Power Co., Ltd.
- Rojana Energy Co., Ltd.
- PCM Steel Processing Sdn. Bhd.
- PT. Bengawan Solo Garment Indonesia
- PT. Indo Japan Steel Center
- Sumikin Bussan Steel Service Center India Pvt. Ltd.